# Arieja
Arieja (Arièges em francês, Arièja em occitano), é um departamento da França localizado na região de Occitânia. A sua capital é a cidade de Fois. O seu nome provém do rio homónimo, que nasce nos Pirenéus e desagua no rio Garona.
O ponto mais alto do departamento é a Pica d'Estats, na fronteira com a Espanha.

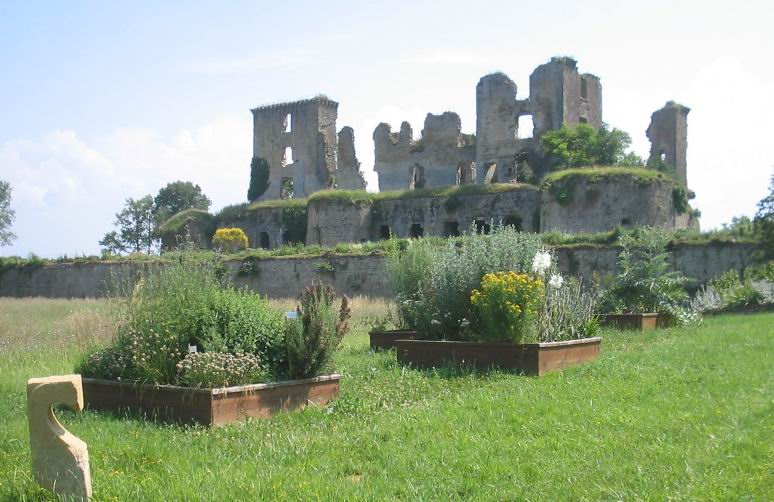
Chateau Lagarde